# Carl Jüngst
Carl Ludwig Jüngst (* 7. Juni 1831 in Lingen (Ems); † 25. September 1918 in Gleiwitz) war ein deutscher Eisenhüttenfachmann.

## Leben
Als Sohn des Superintendenten Christian Gottfried Jüngst und als viertes Kind unter acht Geschwistern wurde Carl Jüngst in Lingen an der Ems geboren. Sein älterer Bruder war Heinrich Jüngst. Nach Abschluss des Gymnasiums Georgianum in seiner Heimatstadt trat er 1849 bei dem damaligen Königlich Hannoverschen Berg- und Forstamt in Clausthal als Bergbaubeflissener ein, um sich dem Eisenhüttenfach zu widmen. Anschließend folgte eine Tätigkeit als „Hüttenaspirant“ in der Königshütte im Harz. Es folgen Dienstreisen in verschiedene Harzer Hütten, nach Varel, nach Augustfehn und weiter nach Österreich. Ende Februar 1858 wurde von ihm die zweite Fachprüfung abgelegt und er erhielt die Stelle des Betriebsgehilfen bei der Eisenhüttenverwaltung der Königshütte mit 250 Talern Jahresgehalt. 1865 beginnt eine Studienreise nach Österreich, Sachsen, Westfalen, Nassau, Siegen und Ostfrankreich, anschließend wird er zum „Hüttenmeister“ der Königshütte ernannt.
Anfang 1871 wurde Jüngst an die Königlichen Hüttenwerke Gleiwitz versetzt. Dort wurde er ein Jahr später Hüttendirektor und Leiter des Werkes. Seine Tätigkeit als Hüttenleiter verband Jüngst mit Forschungen und als Fachschriftsteller auf dem Gebiet der Eisenhüttenkunde und der Gießereitechnik. Im Jahr 1902 zog sich Jüngst nach 31 Jahren in der Gleiwitzer Hütte in den Ruhestand zurück.
Die Technische Hochschule Breslau verlieh Carl Jüngst am 23. September 1911 bei der feierlichen Einweihung ihrer Hüttenmännischen Institute die Würde eines Doktor-Ingenieurs ehrenhalber.

## Fachvorträge in den Hauptversammlungen des Vereins deutscher Eisengießereien
- 1884 Vortrag über die damals neue Röhrengießerei der Gleiwitzer Hütte;
- 1885 Vortrag über Schmelzversuche am Ibrügger Kupolofen;
- 1886 Vortrag über Verwendung gusseiserner Säulen im Hochbau;
- 1888 und 1889 Vorträge über Versuche mit Ferrosilizium;
- 1898 und 1900 Vorträge über den Einfluss der im Wasser enthaltenen Gase auf Wandungen gusseiserner Röhren;
- 1901 bis 1906 Vorträge über die Prüfung der mechanischen Eigenschaften von Gusseisen und Gusswaren und deren Lieferbedingungen;
- 1906 Vortrag über Metallographie und über die Biegefestigkeit von Gusseisen

## Schriften
- C. Jüngst: Beitrag zur Untersuchung des Gußeisens. Ergebnisse der Untersuchungen von Gußeisen auf Durchbiegung, Biegefestigkeit, Schlag- und Stoßfestigkeit, Höhenverminderung, Druckfestigkeit und Härte, Düsseldorf: Stahleisen, 1913; Inhaltsverzeichnis